# Ruta Provincial 47 (Catamarca)

Mapa del recorrido de la Ruta Provincial 47, anteriormente Ruta Nacional 63.

La Ruta Provincial 47 es una carretera de 104 km sin pavimentar en la Provincia de Catamarca que une la ciudad de Andalgalá con la Ruta Nacional 40 en la localidad de Punta de Balasto.
El camino recorre zonas de montaña, pasando por la Cuesta de Minas Capillitas, a pocos km de la Sierra del Aconquija, límite natural entre las provincias de Catamarca y Tucumán.

## Historia
Esta ruta fue denominada originalmente como Ruta Nacional 63, siendo administrada por la Dirección Nacional de Vialidad.
En 1979, como parte de un proceso de reestructuración de las rutas nacionales en Argentina, la Ruta Nacional 63 fue transferida a la jurisdicción provincial de Catamarca (mediante el Decreto Nacional 1595). A partir de ese momento, la ruta pasó a ser conocida como Ruta Provincial 47, siendo operada por Vialidad Provincial de Catamarca.

## Localidades
Las ciudades y pueblos por los que pasa esta ruta de sur a norte son los siguientes (los pueblos con menos de 5.000 hab. figuran en itálica).

### Provincia de Catamarca
Recorrido: 104 km (kilómetro 0-104)
- Departamento Andalgalá: Andalgalá (kilómetro 0), Chaquiago (kilómetro 4), Choya (km 13) y Minas Capillitas (km 54).
- Departamento Santa María: no hay poblaciones.